# Tribute to Cæsar
Tribute to Cæsar est une œuvre pour chœur mixte a cappella écrite par Arvo Pärt, compositeur estonien associé au mouvement de musique minimaliste.

## Historique
Composée en 1997, cette œuvre est une commande du diocèse de Karlstad pour son 350e anniversaire.

## Discographie
- Sur le disque I Am the True Vine par les Pro Arte Singers dirigé par Paul Hillier chez Harmonia Mundi, 2000.